# Халцедон
Халцедо́н — поширений мінерал класу оксидів.

## Етимологія та історія
Назва мінералу вперше зустрічається у Плінія Старшого в його латинській «Натуральній історії» (близько 77 р. н. е.). Серед переліку видів напівпрозорої яшми він називає камінь під назвою «Кальхедон».
За іншою — сумнівнішою версією — мінерал названий за стародавнім містом Халкедон на узбережжі Мармурового моря, де виробляється багато різнокольорових різновидів мінералів для гемологічних цілей. (Agricola (1546) De Natura Fossilium, p. 466).
Халцедон використовували у виготовленні інструментів ще 32 000 років до нашої ери в Центральній Австралії, де археологічні дослідження на ділянках у Кліленд-Хіллз виявили лусочки каменю, привезеного з кар’єрів за багато кілометрів. 
Халцедон використовували для зеленого та жовтого кольорів у доісторичних наскальних малюнках, наприклад, у скельних укриттях в Бгімбетці (Індія, в окрузі Райсен індійського штату Мадх'я-Прадеш). Халцедон подрібнювали до порошкоподібної форми, а потім змішували з водою та тваринним жиром, деревною смолою чи камеддю.
У бронзовій добі халцедон використовували у Середземноморському регіоні; наприклад, на мінойському Криті в Кносському палаці були знайдені халцедонові печатки, датовані приблизно 1800 роком до нашої ери. Люди, які жили вздовж центральноазіатських торгових шляхів, використовували різні форми халцедону, включно з сердоліком, для різьблення гем, каблучок і бус, що демонструє сильний греко-римський вплив.
У 19 столітті Ідар-Оберштайн, Німеччина, став найбільшим у світі центром обробки халцедону, який працював переважно з агатами. Більшість цих агатів були з Латинської Америки, зокрема Бразилії. Спочатку промисловість різьблення по агату навколо Ідара та Оберштейна розвивалася завдяки місцевим родовищам, які видобували в 15 столітті. Кілька факторів сприяли відновленню Ідар-Оберштайна як агатового центру світу: кораблі доставляли конкреції агату як баласт, забезпечуючи таким чином надзвичайно дешевий транспорт. Крім того, дешева робоча сила та чудові знання хімії дозволили їм пофарбувати агати в будь-який колір за допомогою процесів, які трималися в таємниці. Кожен млин в Ідар-Оберштайні мав чотири або п'ять жорен. Вони були з червоного пісковику, отриманого з Цвайбрюккена; і двоє чоловіків зазвичай працювали разом над одним каменем.

## Загальний опис
Халцедон — волокнистий приховано-кристалічний різновид кварцу, переважно синього, синюватого, рожевого кольору, напівдорогоцінний камінь. Містить 90—99 % SiO2. Тонкодисперсні домішки оксидів і гідроксидів заліза, нікелю і манґану, що наповнюють мікропори мінерального аґреґату і забарвлюють X. в різні кольори: коричнево-бурий (сардер або сард), помаранчевий до рожевого (сердолік або карнеліан), червоний від вишневого до яскраво-кривавого (карнеол), яблучно-зелений (хризопраз), блакитно-сірий до блідо-синього (сапфірин), темно-зелений (плазма), темно-зелений з червоними плямами (геліотроп). Халцедон з косим згасанням волокон (люцетин). Халцедон з видимою неозброєним оком смугастою текстурою — агат. Нерідко зустрічаються плямисті і смугасті різновиди (агат, онікс). Утворює сфероліти, сферолітові кірки, псевдосталактити або суцільні масивні утворення.
Сингонія тригональна. Трапецоедричний вид. Спайність відсутня. Густина 2,55-2,64. Твердість 6,5—7. Блиск жирний або восковий. Крихкий.
Утворюється в результаті розкристалізації гелів у вулканічних породах (мигдалинах), гідротермальних жилах і осадових породах.

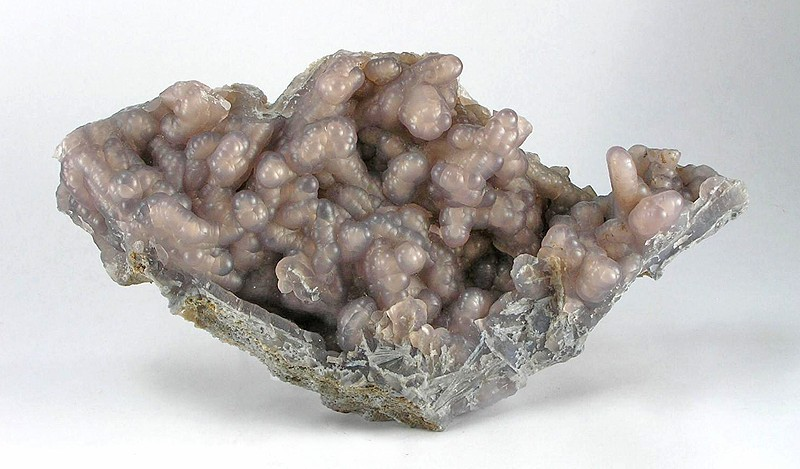
Халцедон з Бразилії: 23 cm × 12 cm × 3,5 cm

## Походження назви
Назва «халцедон» походить від латинського chalcedonius (як альтернатива пишеться calchedonius). Назва з'явилася вперше у роботі Плінія Старшого «Naturalis Historia». Назва, ймовірно, походить від міста Халкедон (у Малій Азії). Трохи пізніше грецьке слово Khalkedon (χαλκηδών) з'являється в Книзі Одкровення (21,19).Слово не знайдене ніде більше, тому неможливо сказати чи є камінь, що згадується у Біблії, тим каменем, що ми тепер знаємо під цим іменем.

## Використання
Халцедон і особливо його кольорові різновиди широко використовують у ювелірній справі. Найстаріший центр обробки агатів в Європі — Ідар-Оберштейн, що у Німеччині. Агат і халцедон використовують у техніці як антиабразиви у точних приладах та ін.
Провідні постачальники агату і халцедону — Індія, Бразилія та Уругвай, Мадагаскар, США, а також Канада і Казахстан (хризопраз).

## Різновиди
Має багато різновидів різних кольорів: власне халцедон, сердолік, сардер, хризопраз, празем, геліотроп, агат, онікс.
Розрізняють:
- халцедон-агат (смугастий халцедон),
- халцедон восковий (халцедон світло-жовтого кольору);
- халцедон блакитний (синюватий різновид халцедону);
- халцедон західний (рідко вживана назва для білого або сірого напівпрозорого халцедону);
- халцедон звичайний (халцедон сірого кольору);
- халцедон зелений (1. Прихованокристалічний різновид кварцу з зеленими плямами; 2. Те саме, що хризопраз);
- халцедонікс, халцедон-онікс (1. Онікс з тонкою концентрично-зональною смугастістю; 2. Халцедон з чергуванням блакитно-сірих та білих концентричних шарів);
- халцедоніт (зайва назва халцедону);
- халцедон крапковий (білий або сірий халцедон з дрібними плямами оксидів заліза);
- халцедон перистий (різновид халцедону у вигляді тонких сталактитів);
- халцедон східний (1. Прозорий халцедон білого або сірого кольору; 2. Торговельна назва корунду жовтого кольору);
- халцедон червоний (те саме, що сардонікс);
- халцедон яшмовий (суміш яшми з халцедоном, належить до яшмоїдів).

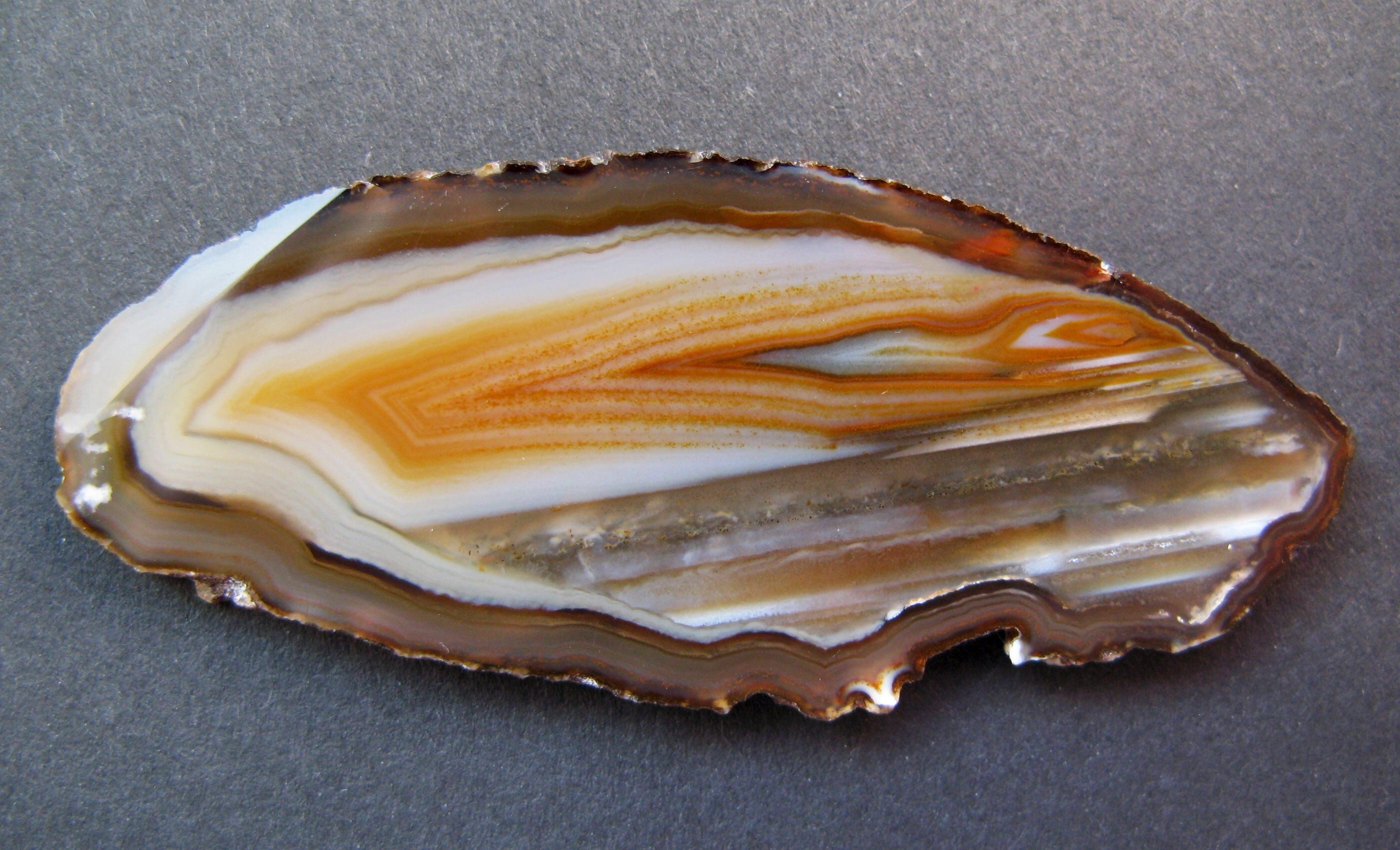
Агат
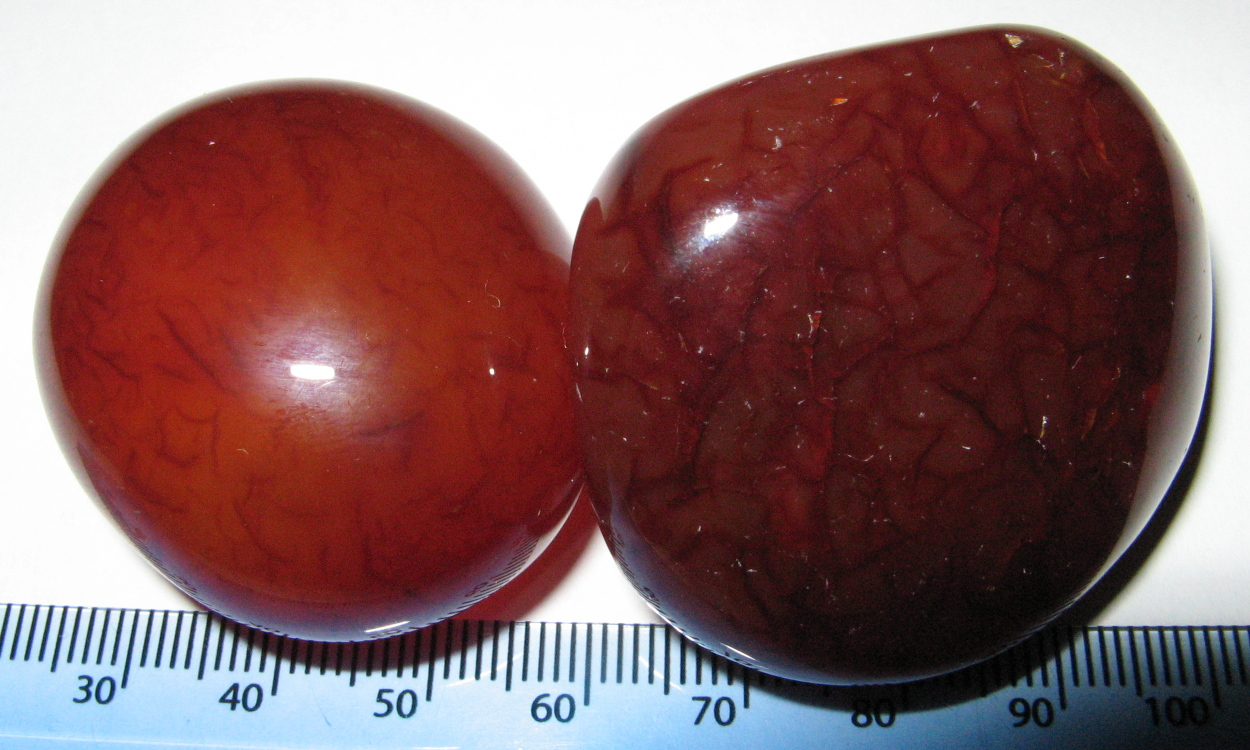
Сердолік
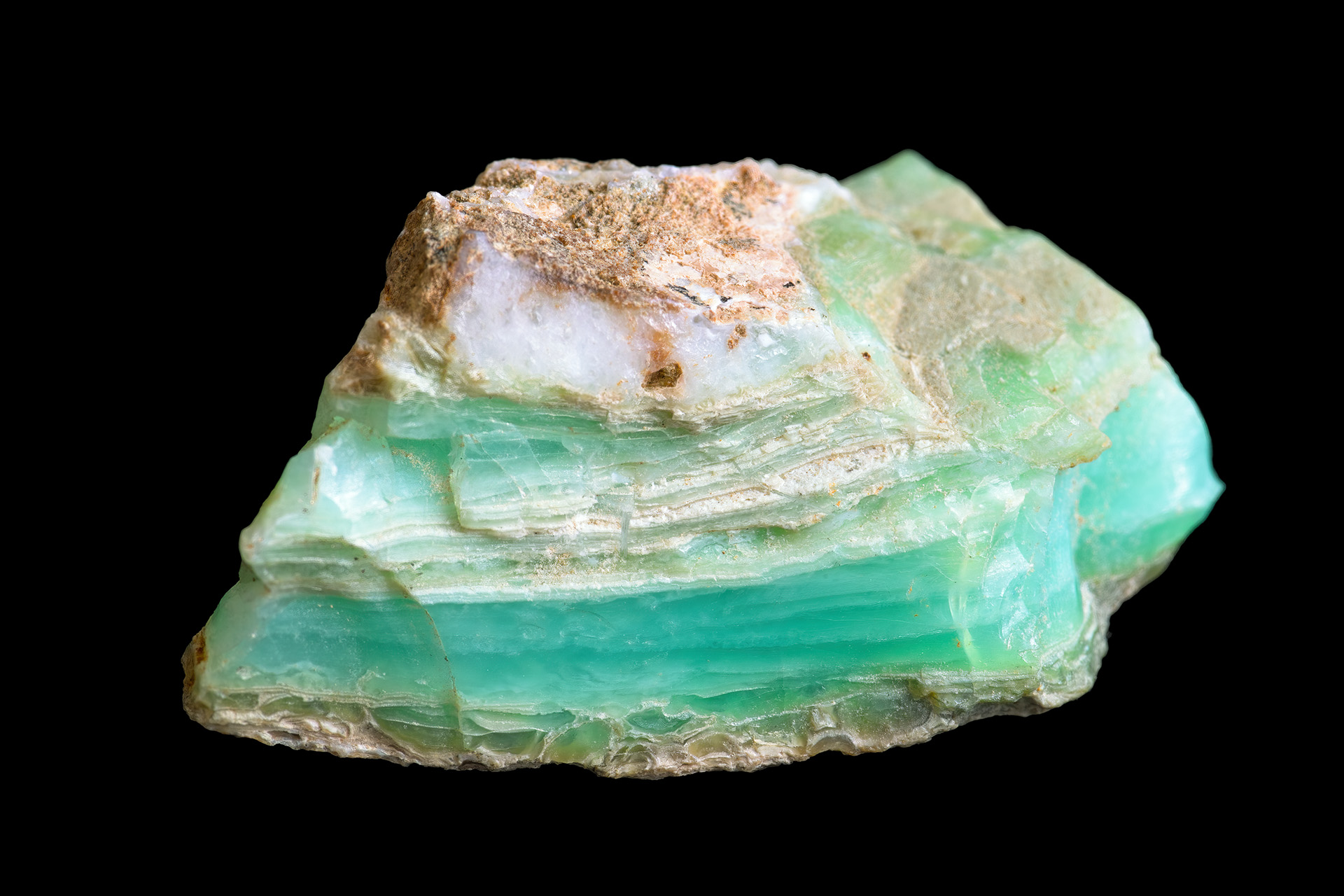
Хризопраз
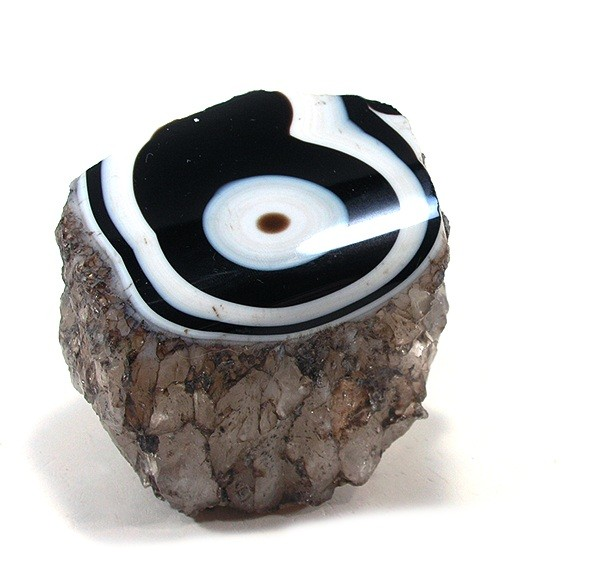
Онікс
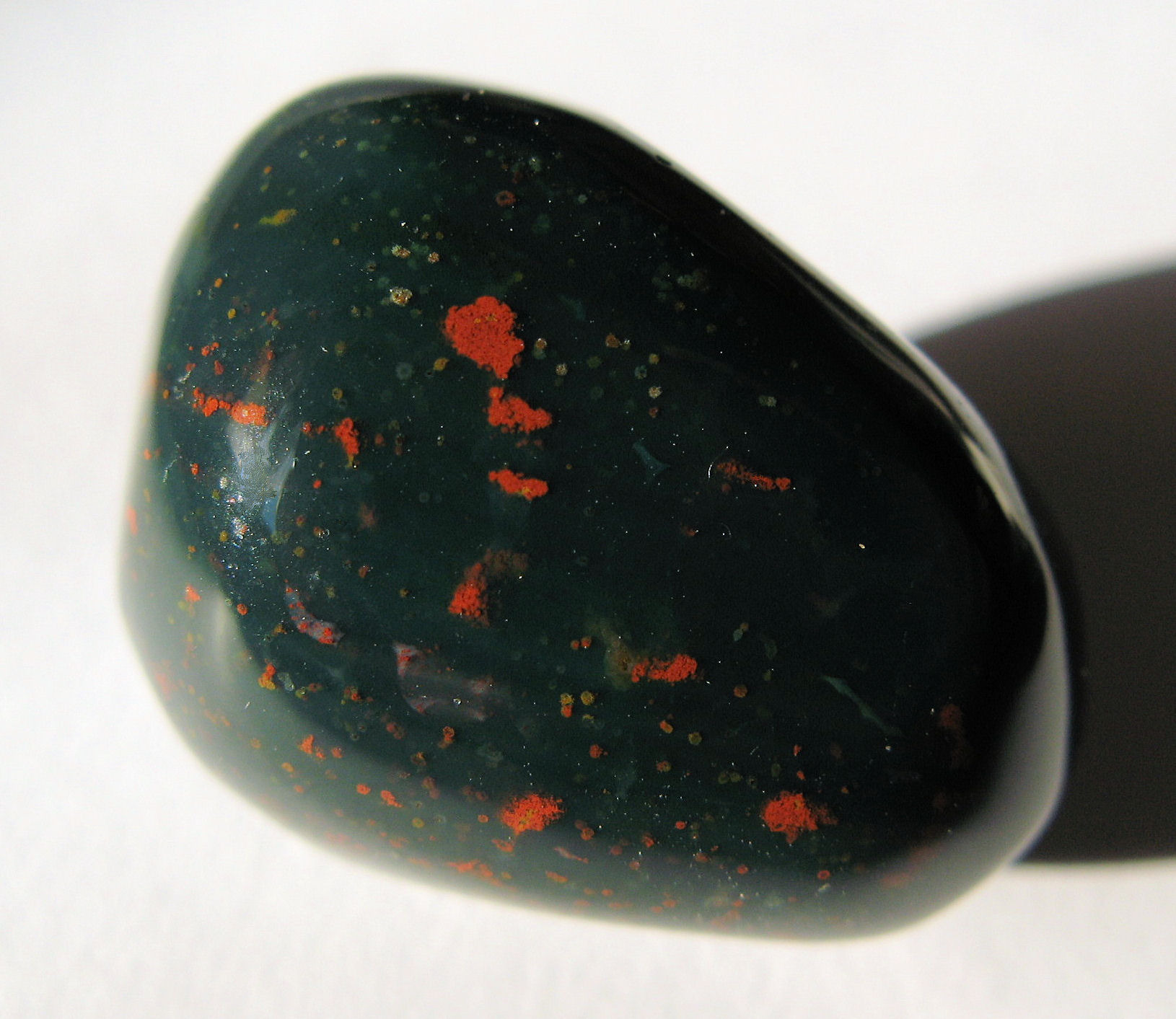
Геліотроп
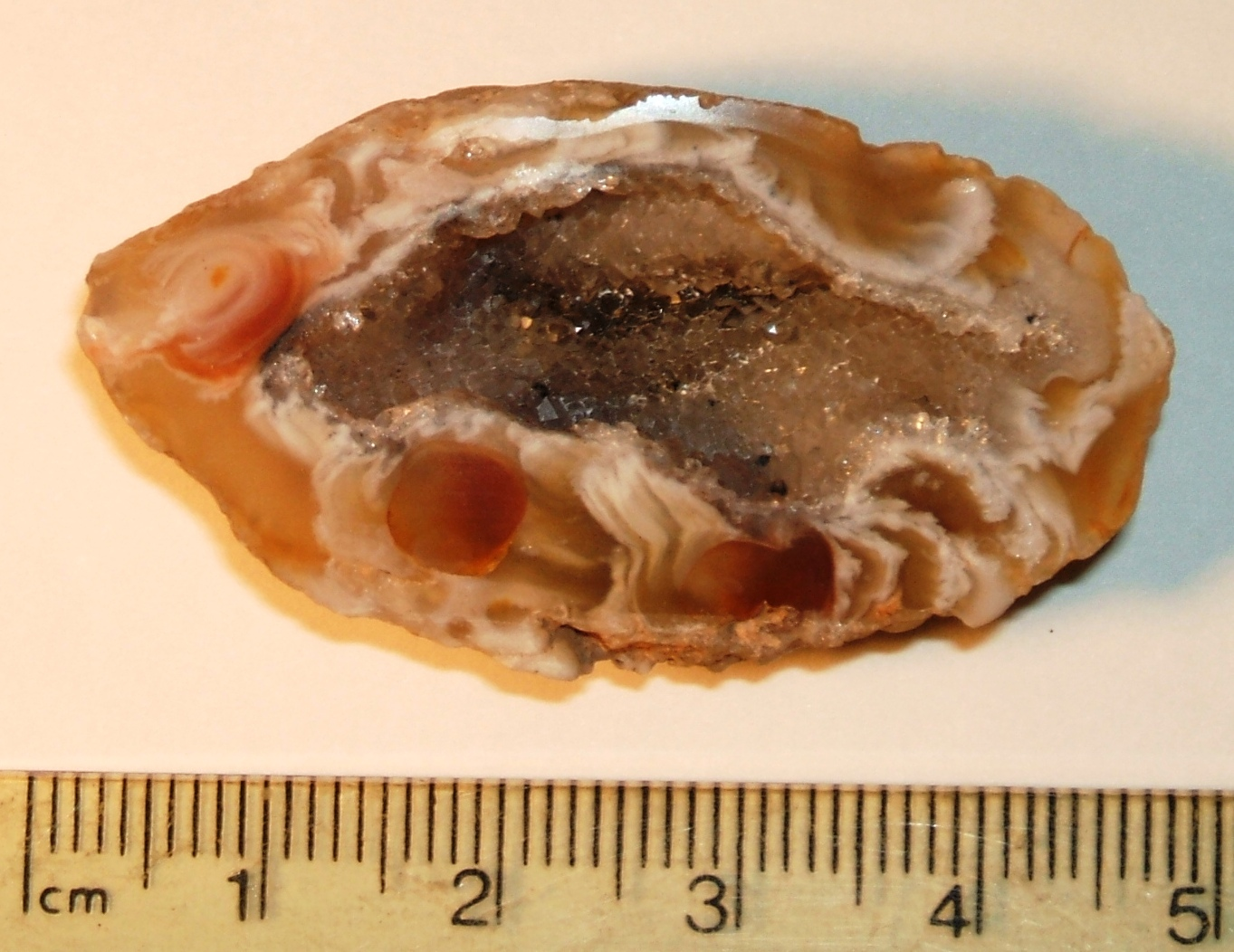
Халцедон у жеоді

Крім того, розрізняють: бікіт — псевдоморфоза халцедону по почерепашках.

## Поширення
Зустрічається найчастіше в мигдалинах ефузивів, рідше в жилах і екзогенних утвореннях. Використовують як абразив та виробне каміння, а також у приладобудуванні.
Головні родовища знаходяться в Бразилії (шт. Ріу-Гранді-ду-Сул), Уругваї, Індії (шт. Біхар), США (шт. Орегон, Монтана, Вайомінг), Словаччині (Трживоди), Ісландії (Рейдар-фьордур), на Кавказі, Казахстані, РФ (Сибір, Чукотка) та ін. На території України є на Волині, Рівненщині, у Закарпатті, в Криму тощо.